# Ampelita julii
Ampelita julii là một loài tropical air-breathing land snail, a terrestrial pulmonate gastropoda Mollusca trong họ Acavidae. Đây là loài đặc hữu của Madagascar.

## Subspecies
- Ampelita julii soa Emberton & Griffiths, 2009[2]